# 1. FC Erlensee
Der 1. FC 1906 Erlensee e. V. ist ein deutscher Fußballverein mit Sitz im Stadtteil Langendiebach in der hessischen Stadt Erlensee im Main-Kinzig-Kreis.

## Geschichte

### Gründung und kurze Zeit Erstklassigkeit
Der Verein wurde im Jahr 1906 als FC Langendiebach gegründet. Nach dem Ersten Weltkrieg spielt der Verein in der Saison 1919/20 in der zu dieser Zeit erstklassigen Kreisliga Nordmain innerhalb der Süddeutschen Fußballmeisterschaft. Mit nur 5:31 Punkten stieg man jedoch über den 10. und damit letzten Platz am Ende der Spielzeit ab.

### 2000er Jahre bis heute
In der Saison 2003/04 spielt der Verein in der Bezirksoberliga Frankfurt und platzierte sich dort mit 47 Punkten auf dem achten Platz. Am Ende der Spielzeit 2007/08 musste die Mannschaft hieraus mit 32 Punkten über den 16. Platz in die Kreisoberliga Hanau absteigen. Am Ende der Saison 2010/11 gelang dann schließlich in hier mit 85 Punkten die Meisterschaft und damit der Aufstieg in die mittlerweile Gruppenliga Frankfurt heißenden Liga. Zur Saison 2011/12 änderte der Verein dann auch seinen Namen in den bis heute bestehenden 1. FC Erlensee. Mit nur 26 Punkten musste man im Abschluss der Spielzeit 2014/15 dann über den 16. Platz wieder in die Kreisoberliga absteigen. Die nächste Meisterschaft sollte dann hier auch wieder nicht lange auf sich warten lassen und somit stieg die Mannschaft mit 82 Punkten als Meister am Ende der Saison 2016/17 wieder auf. Zurück in der Gruppenliga gelang dann schließlich erneut direkt mit 71 Punkten die Meisterschaft und damit der Durchmarsch in die Verbandsliga Hessen. Nach der bedingt durch die COVID-19-Pandemie abgebrochene Saison 2019/20 gelang der Mannschaft durch die eingesetzte Quotientenregel eine Punktzahl von 2,00, womit die Mannschaft hier ebenfalls die Meisterschaft einfahren und konnte. Somit spielt der Verein ab der Saison 2020/21 in der fünftklassigen Hessenliga.

## Persönlichkeiten
- Zubayr Amiri (* 1990), Jugendspieler und später afghanischer Nationalspieler
- Luca Bazzoli, Drittligaspieler bei Preußen Münster